# 慶鈴汽車
慶鈴汽車股份有限公司 （けいれいきしゃ、簡体字：庆铃汽车股份有限公司、英字：Qingling Motors Co., Ltd.）は、重慶市九竜坡区に所在する中国の自動車メーカー。慶鈴汽車は、いすゞ自動車と重慶市政府傘下の重慶汽車との合弁により1985年2月に設立。日本の自動車メーカーとして初めて、小型トラック（日本名：エルフ，中文名：N系列）の現地合弁生産を開始。親会社は、「庆铃汽车（集团）有限公司」 である。

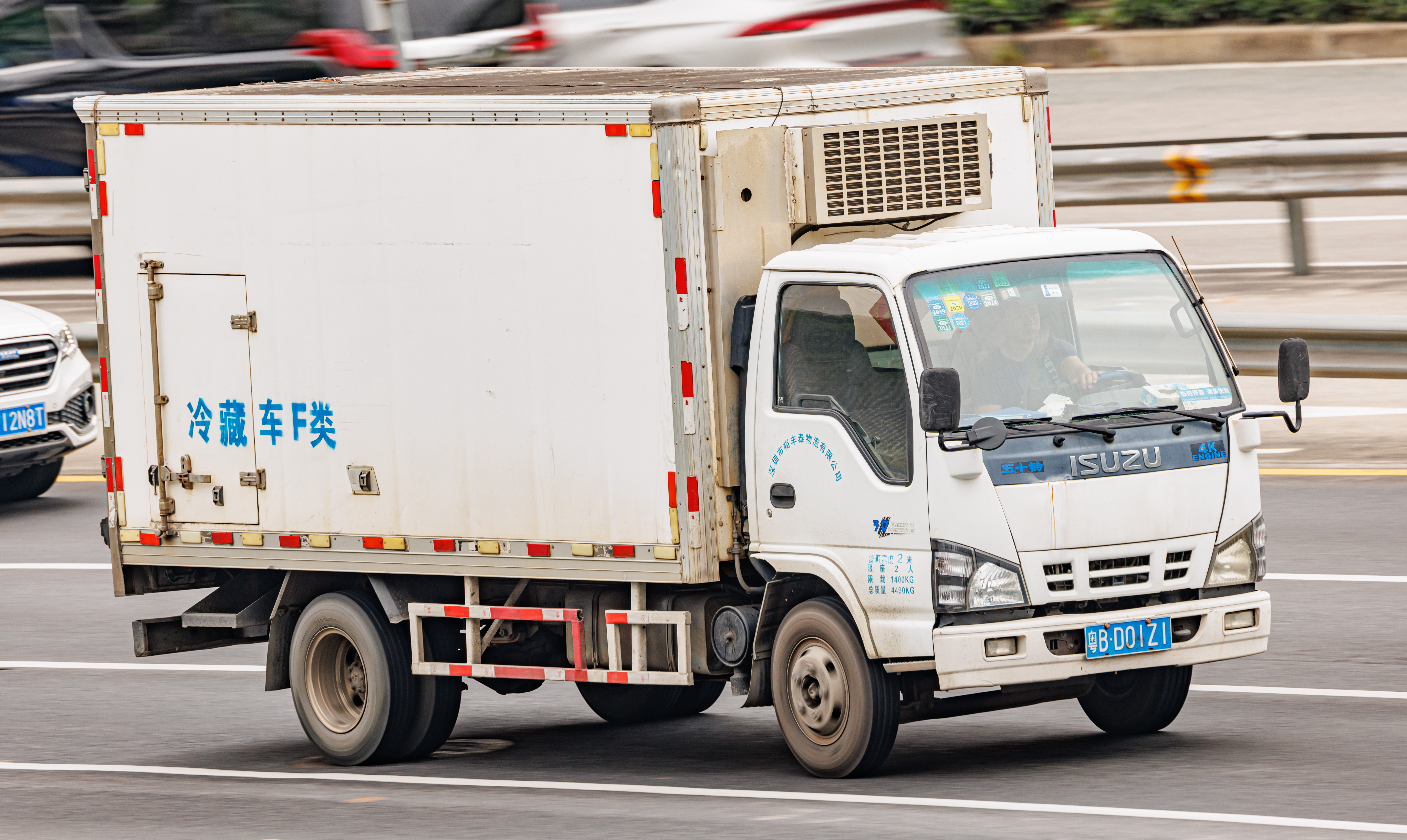
五十铃 N系列 （日本名：いすゞ・エルフ）

## 沿革
- 1985年2月 慶鈴汽車股份有限公司を四川省重慶市で設立。
- 1994年　　 香港証券取引所に上場。（証券コード 01122）

## 生産車種
- 小型商用車:N系列（日本名：いすゞ・エルフ）
- 中型商用車:F系列（日本名：いすゞ・フォワード）
- 大型商用車:ギガ
- ピックアップトラック:T系列
- SUV:竞技者（日本名：いすゞ・ロデオ）

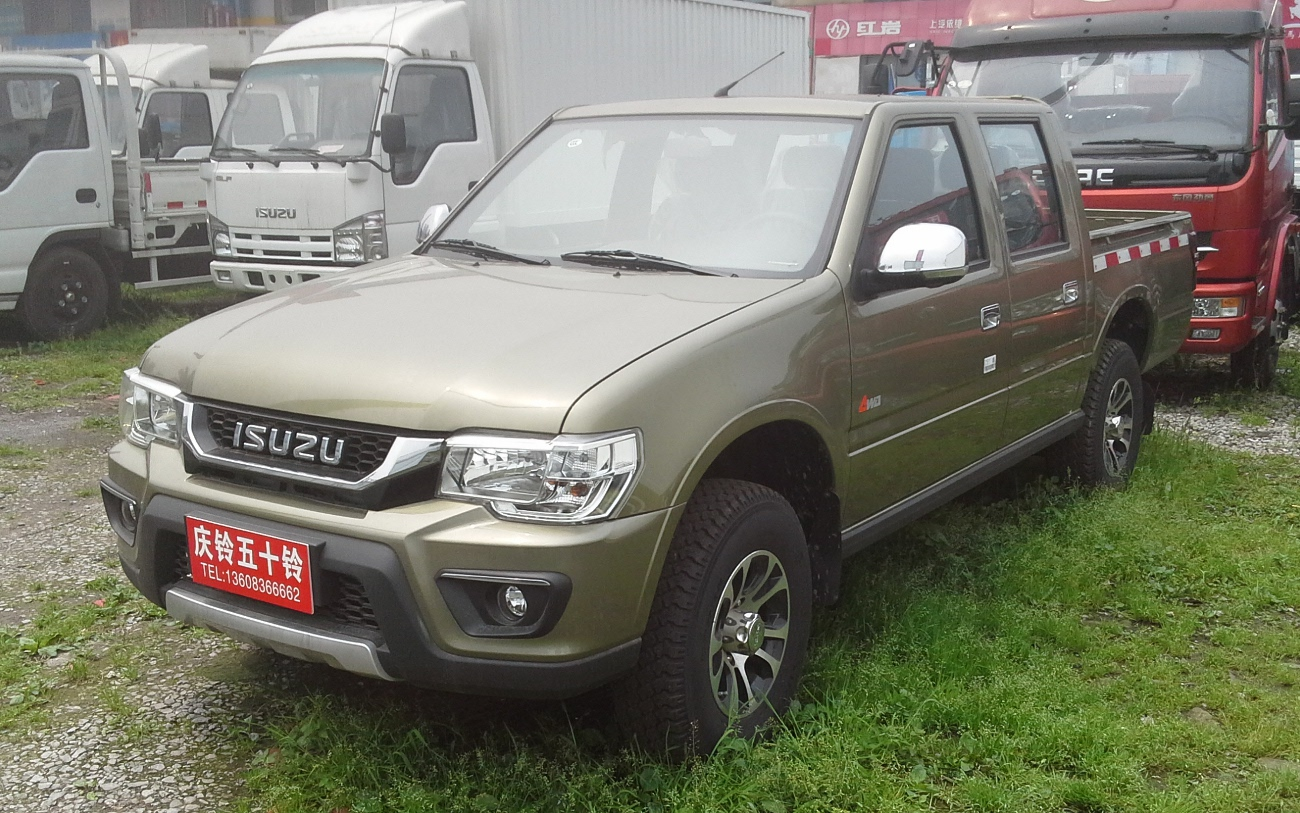
庆铃汽车 Isuzu TF
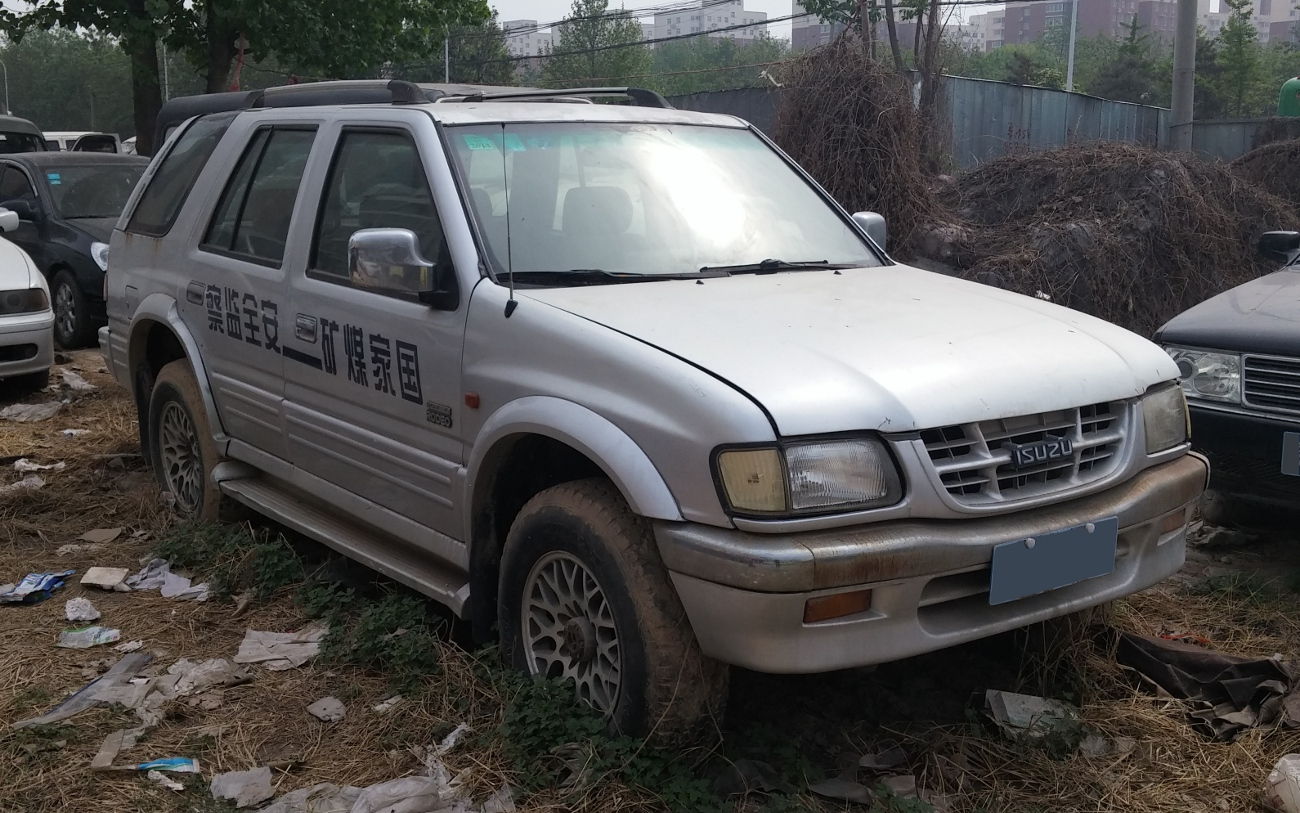
庆铃汽车 竞技者 Isuzu Rodeo

## 他の生産品目
- エンジン
- 部品